# Karl Wannemacher
Karl Wannemacher (* 1. Januar 1951 in Ensheim, Saarland) ist ein deutscher Koch.

## Werdegang
Nach der Ausbildung im Deker’s Oberes Badhotel in Bad Liebenzell im Schwarzwald wechselte Wannemacher 1970 zum Hotel du Lac-Hirschen in Brunnen in der Schweiz und 1971 ins La Grappe d’Or in Lausanne. 1972 ging er zum The Bell Inn in Aston Clintoin Buckinghamshire in England, 1975 zur Auberge du Père Bise in Talloires in Frankreich. Im Jahre 1975 wurde er Souschef im ersten Berliner Zwei-Sterne-Restaurant Maitre unter Henry Levy.
Als das Maitre 1982 schloss, machte Wannemacher sich mit dem Restaurant Alt Luxemburg in Berlin-Charlottenburg selbstständig. Seine Mitbewerber bis zur Wende waren Siegfried Rockendorf (Alte Waldschänke) und Franz Raneburger (Bamberger Reiter). 1988 wurde das Restaurant mit einem Michelin-Stern ausgezeichnet, den es bis 2001 behielt. 1997 wurde er zum Berliner Meisterkoch gewählt. 2012 feiert er das 30-jährige Bestehen seines Restaurants, das mit 16 Gault-Millau-Punkten und drei Kochlöffeln im Aral-Schlemmeratlas zur Spitzengastronomie in Berlin gehörte.
2018 musste Wannemacher schließen, weil der Mietvertrag nicht verlängert wurde. Er ging in den Ruhestand.

## Auszeichnungen
- 1988: Ein Stern im Guide Michelin
- 1997: Berliner Meisterkoch
- 2013: Preis für besondere kulinarische Verdienste[4]